# Zarindja
Zarindja (in armeno Զարինջա?, conosciuta anche come Zarindzha, Zarndzha e Zarnja) è un comune dell'Armenia di 646 abitanti (2001) della provincia di Aragatsotn.